# Danijel Černe
Danijel Černe - Mystica, slovenski kitarist, skladatelj, diplomirani sociolog.
Černe se je uveljavil kot avtor glasbe, tekstopisec, kitarist, kreativni vodja in ustanovitelj  multimedijskega projekta in progresivne skupine Terra Mystica, poleg tega pa je  soustanovitelj, izvajalec in avtor v skupini Terrafolk.
Drugi projekti (avtor in izvajalec glasbe): 
- gledališka predstava Prometej (1990),
- kratek film »Sine« (1998) režiserja Simona Obleščaka ,
- mednarodni plesni projekt Fragmets (1997),
- mednarodnI glasbeni projekt Altaria (1999) ki je bil posnet na Novi Zelandiji,
- mednarodnem elektronsko - eksperimentalni projektu Zauberberg (1999) Nova Zelandija,
- soavtor glasbe za dokumentarec Amira Muratoviča Ljubljanica (2006) ,
- projekt Mystica Air (2006) na festivalu Lent,
- akustično-elektronski projekt Mystica&The Space Doctors (2007),
- mednarodni multimedijski projekt Full Circle (2008).

## Pomembnejša priznanja
- dve nagradi  in 6 nominacij za nagrado Zlati petelin (Terra Mystica album Carsica)
- BBC 3 Radio World Music Audience Award (Terrafolk)[1]